# Mabel Canto
Mabel Cora Canto (Clevelândia, 9 de abril de 1985), é uma advogada, radialista e política brasileira filiada ao Progressistas (PP).

## Biografia
Nascida em Clevelândia, é filha do ex-deputado e ex-prefeito de Ponta Grossa, Jocelito Canto. Foi assessora parlamentar na Assembleia Legislativa do Paraná (ALEP), entre 2003 e 2010, no gabinete do pai, então deputado estadual. Posteriormente assumiu como assessora jurídica na Secretaria de Segurança Pública do Estado. Ela se filiou ao Partido Social Cristão em setembro de 2015.
Nas eleições de 2018, em sua primeira disputa eleitoral, foi eleita pelo Partido Social Cristão (PSC) a primeira mulher deputada estadual pela região dos Campos Gerais. Recebeu pouco mais de 35 mil votos, pela coligação PSC/PSD, onde declarou pautar seu mandato na representatividade das mulheres.
Em 2020, recebeu o título de Cidadã Honorária de Ponta Grossa. Nas eleições de 2020, candidatou-se a prefeitura de Ponta Grossa, tendo como vice o ex-vereador Pietro Arnaud (PSB). Chegou a disputar o segundo turno contra Elizabeth Silveira Schmidt do Partido Social Democrático (PSD), mas não foi eleita.
Em 2022, Mabel Canto foi reeleita deputada estadual pelo PSDB, obtendo 70.215 votos. Em 2024, foi uma dos 13 parlamentares que votaram contra o projeto do governador Ratinho Júnior que privatiza a gestão das escolas públicas do Paraná.
Em 24 de julho de 2024, o PSDB oficializou a candidatura de Mabel Canto para a Prefeitura de Ponta Grossa, no estado do Paraná.